# Comté de Bryan (Oklahoma)
Pour les articles homonymes, voir Comté de Bryan.
Le comté de Bryan est un comté situé au sud de l'État de l'Oklahoma aux États-Unis. Le siège du comté est Durant. Selon le recensement de 2000, sa population était de 36 534 habitants, alors qu'elle était estimée en 2006 à 38 395 habitants.

## Comtés adjacents
- Comté d'Atoka (nord)
- Comté de Choctaw (est)
- Comté de Lamar, Texas (sud-est)
- Comté de Fannin, Texas (sud)
- Comté de Grayson, Texas (sud-ouest)
- Comté de Marshall (ouest)
- Comté de Johnston (nord-ouest)

## Principales villes
- Achille
- Armstrong
- Bennington
- Bokchito
- Caddo
- Calera
- Cartwright
- Colbert
- Durant
- Hendrix
- Kemp
- Kenefic
- Mead
- Silo